# Mbeya (region)
Mbeya er en af Tanzanias 26 administrative regioner.  Regionhovedstaden er Mbeya. Regionen grænser til Malawi og Zambia mod syd, Rukwa i vest, Tabora i nord, Singida i nordøst og Iringa i øst. Regionen grænser også til Malawisøen i sydøst og Rukwasøen i vest. 
Belolkningen blev i 2009 anslået til 2.581.792 mennesker, og arealet er 60.350 km².
Mbeya består af otte distrikter: Mbeya Mjini, Mbeya Vijijini, Rungwe, Kyela, Ileje, Mbozi, Chunya og Mbarali.

## Eksterne kilder og henvisninger
1. ↑   National Bureau of Statistics, Tanzania; Regional and District Projections
2. ↑   Statoids, Regions of Tanzania

8°30′S 33°00′Ø / 8.500°S 33.000°Ø